# Polystachya fallax
Polystachya fallax är en orkidéart som beskrevs av Friedrich Fritz Wilhelm Ludwig Kraenzlin. Polystachya fallax ingår i släktet Polystachya och familjen orkidéer. Inga underarter finns listade i Catalogue of Life.